# CLion
CLionはC言語の統合開発環境 (IDE) の一つである。チェコの企業であるJetBrainsによって開発・販売されている。日本ではサムライズム株式会社が代理店として販売している。 このIDEはクロスプラットフォームな開発環境であり、Windows・macOS・Linuxで動作する。

## ライセンス料
- 1年間:$199.00
- 2年間:$159.00
- 3年間:$119.00

## 機能
- コードのナビゲーション
- コードの入力した内容に対しての提案
- テーマの変更
- コードのデバッグ

## 日本語への対応
非公式ながら日本語への対応をしている。

## アカデミックライセンス
学生、教師などの教育機関に勤めている人は無料でCLionを使用できる。